# Villa Gazzotti Grimani
| Imagem: Cidade de Vicenza e Villas de Palladio no Véneto | A Villa Gazzotti Grimani está incluída no sítio "Cidade de Vicenza e Villas de Palladio no Véneto", Património Mundial da UNESCO. |  |

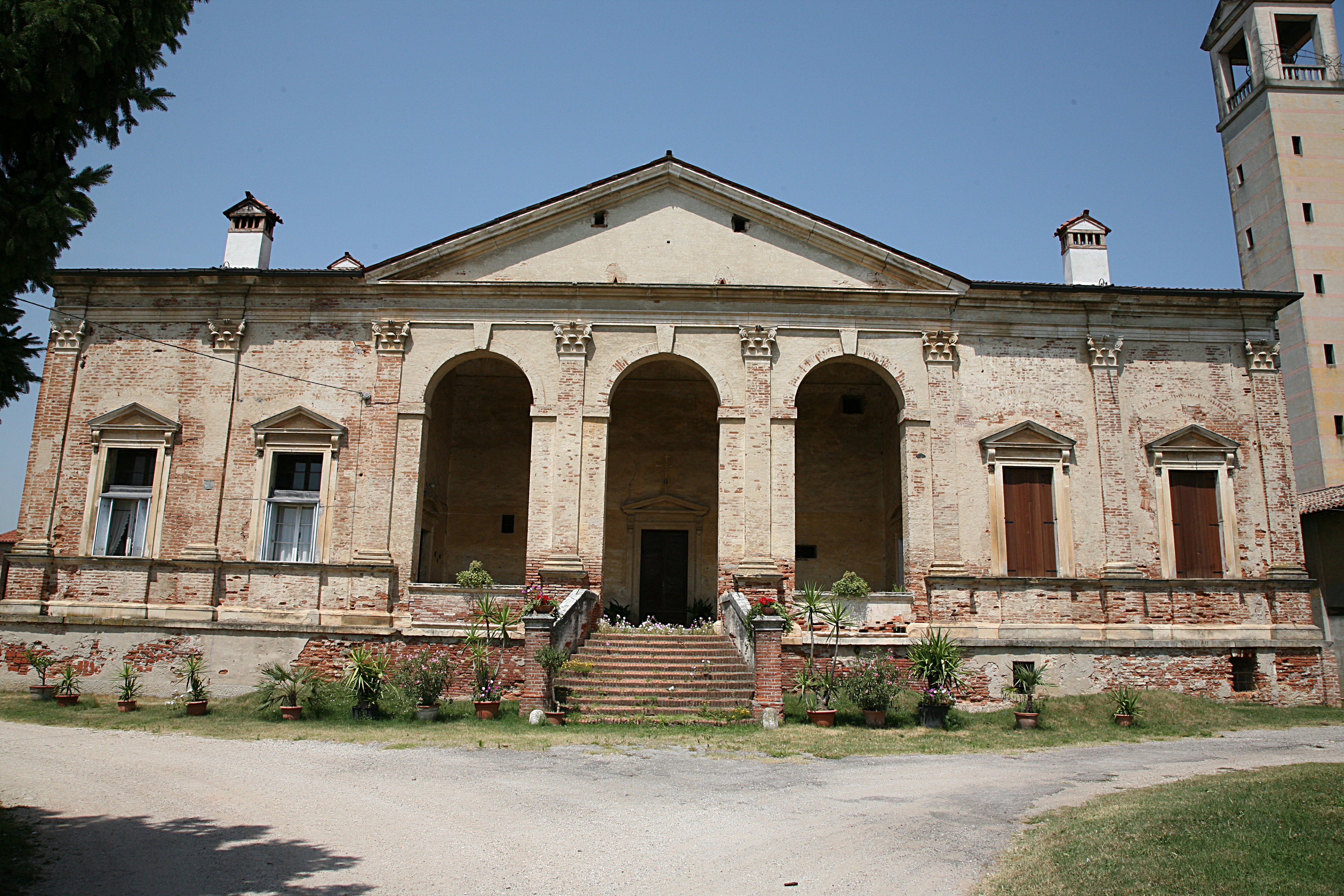
Fachada da Villa Gazzotti Grimani.

A Villa Gazzotti Grimani, também conhecida simplesmente como Villa Gazzotti, é uma villa quinhentista italiana do Véneto, situada em Bertesina, Província de Vicenza, próximo da própria cidade de Vicenza. Esta villa renascentista foi uma das primeiras obras como arquitecto de Andrea Palladio. A sua construção começou entre 1542 e 1543, terminando por volta de 1550.
Em 1994, a Unesco designou a Villa Gazzotti Grimani como parte do lugar Património da Humanidade designado como "Vicenza, Cidade de Palladio". Dois anos mais tarde, o lugar foi ampliado de forma a incluir as villas palladianas fora da área central, passando a chamar-se Cidade de Vicenza e Villas de Palladio no Véneto.

## História
A Villa Gazzotti Grimani foi desenhada e construída na década de 1540 para o veneziano Taddeo Gazzotti e, como vários dos edifícios de Palladios, incorporou uma estrutura preexistente. Gazzotti não nasceu aristocrata, mas era um homem culto, apaixonado pela música e ligado por vínculos de parentesco adquiridos a Antenore Pagello, elemento destacado da nobreza vicentina, e, por fim, defensor, juntamente com Giangiorgio Trissino, da renovação arquitectónica da cidade. Uma especulação errada sobre o imposto do sal levou Gazzotti à ruína e, em 1550, viu-se forçado a vender a villa, ainda em construção, ao patrício veneziano Girolamo Grimani, que a ocmpletou no espaço de alguns anos. O nome da Villa Gazzotti Grimani vem dos apelidos dos dois primeiros proprietários.

## Detalhes arquitectónicos

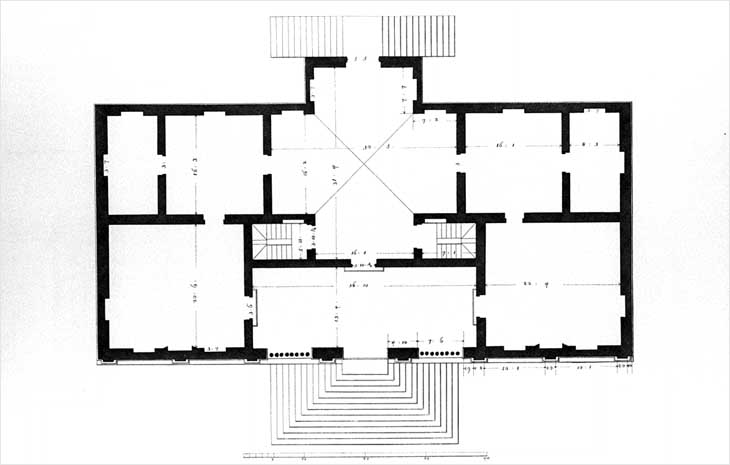
Planta da Villa Gazzotti Grimani desenhado por Ottavio Bertotti Scamozzi, 1778.

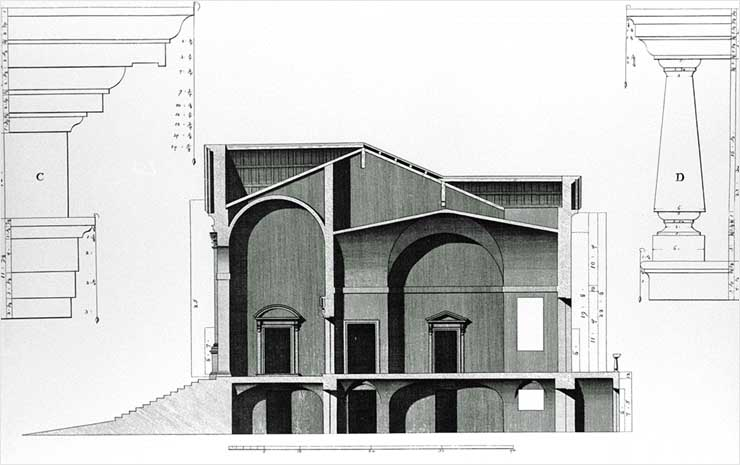
Secção da villa, desenhado por Ottavio Bertotti Scamozzi, 1778.

A forma exterior da villa mostra que a pessoa que a encomendou terá sido um homem que queria deixar a sua influência claramente visível. Ao projectar a villa, Palladio deve, acima de tudo, ter contado com a necessidade de absorver num conjunto actualizado e coerente uma casa torre preexistente, citada nos documentos e ainda bem visível na esquina direita do edifício realizado. Palladio duplicou esse edifício inicial até à outra extremidade da planta, criando dois apartamentos simétricos de três salas cada um, ligados por uma loggia, coberta por abóbada de berço, à sala grande, coberta com abóbada de aresta. A estrutura do edifício, longa e pouco profunda, com a Ordem Compósita que suporta toda a altura e a loggia central, é fortemente influenciada pelo Palazzo del Te, de Giulio Romano, em Mântua, e pelo planeamanto contemporâneo da grande Villa Thiene, para os irmãos Thiene, em  Quinto Vicentino. A ênfase dada à sala com abóbada de aresta e a presença de três unidades fazem parte duma linguagem que se irá gradualmente refinando.
Pela primeira vez, Palladio apresenta o corpo do edifício como um cubo claramente definido. A arcada com três vãos na secção central, a qual faz recordar a Villa Godi, está coroada por um frontão triangular e é a forma dominante da fachada. É menos a realização duma linha de pensamento de Palladio - exemplos parecidos podem encontrar-se tanto na Villa Agostini, em Cusignana como na arquitectura de Giovanni Maria Falconetto - que a sua tarefa de dar uma nova expressão a formas já existentes. O que é novo é o facto da arcada de três arcos ocupar toda a altura do edifício de um único piso. De igual modo, o uso dum frontão triangular como símbolo de dignidade não tem contrapartida na arquitectura secular veneziana da época. Um largo lanço de escadas foi pensado originalmente para conduzir à loggia; o estreito lanço de degraus que leva, actualmente, ao arco central dessa mesma loggia é uma adição posterior.

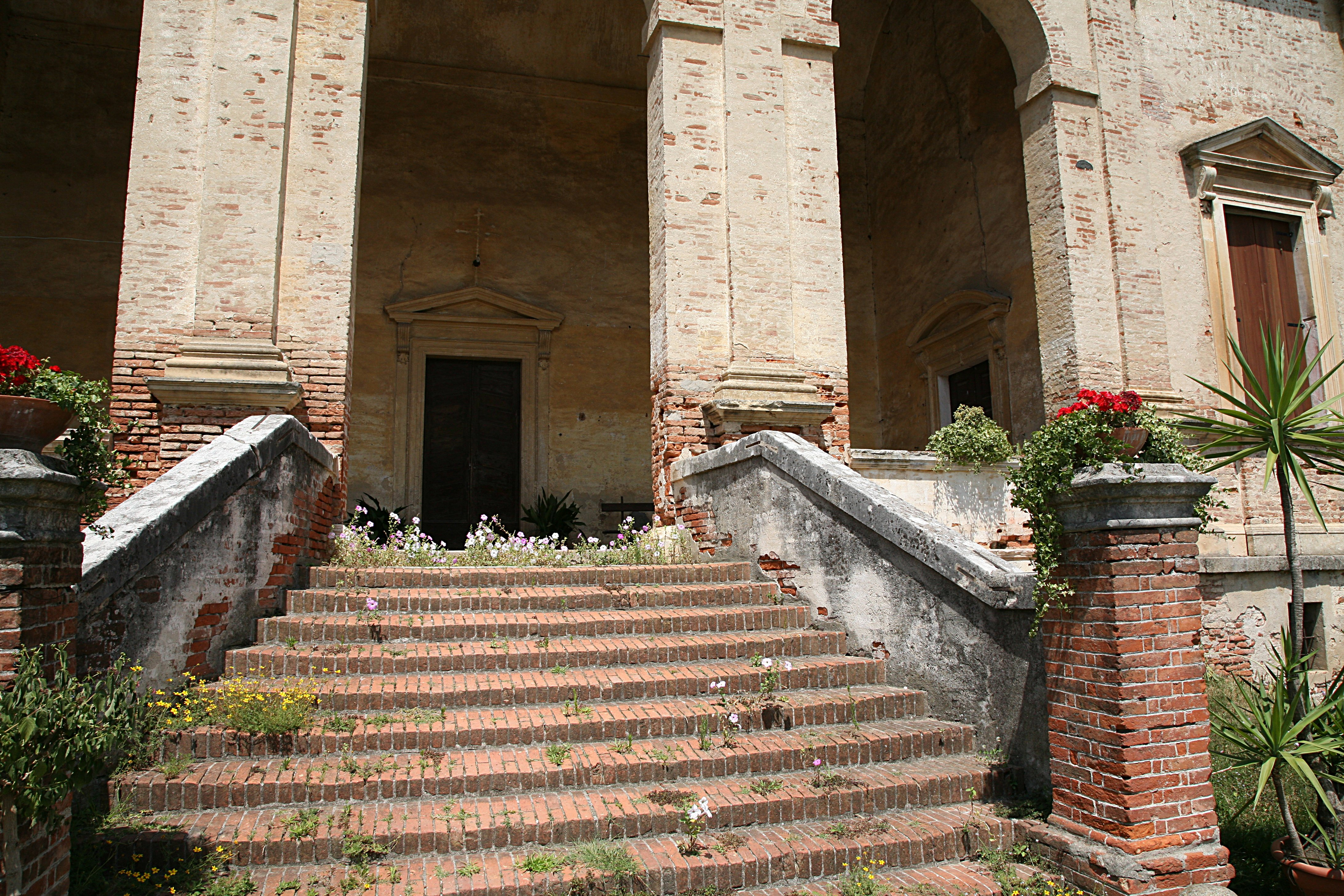
Escadaria de acesso à loggia.

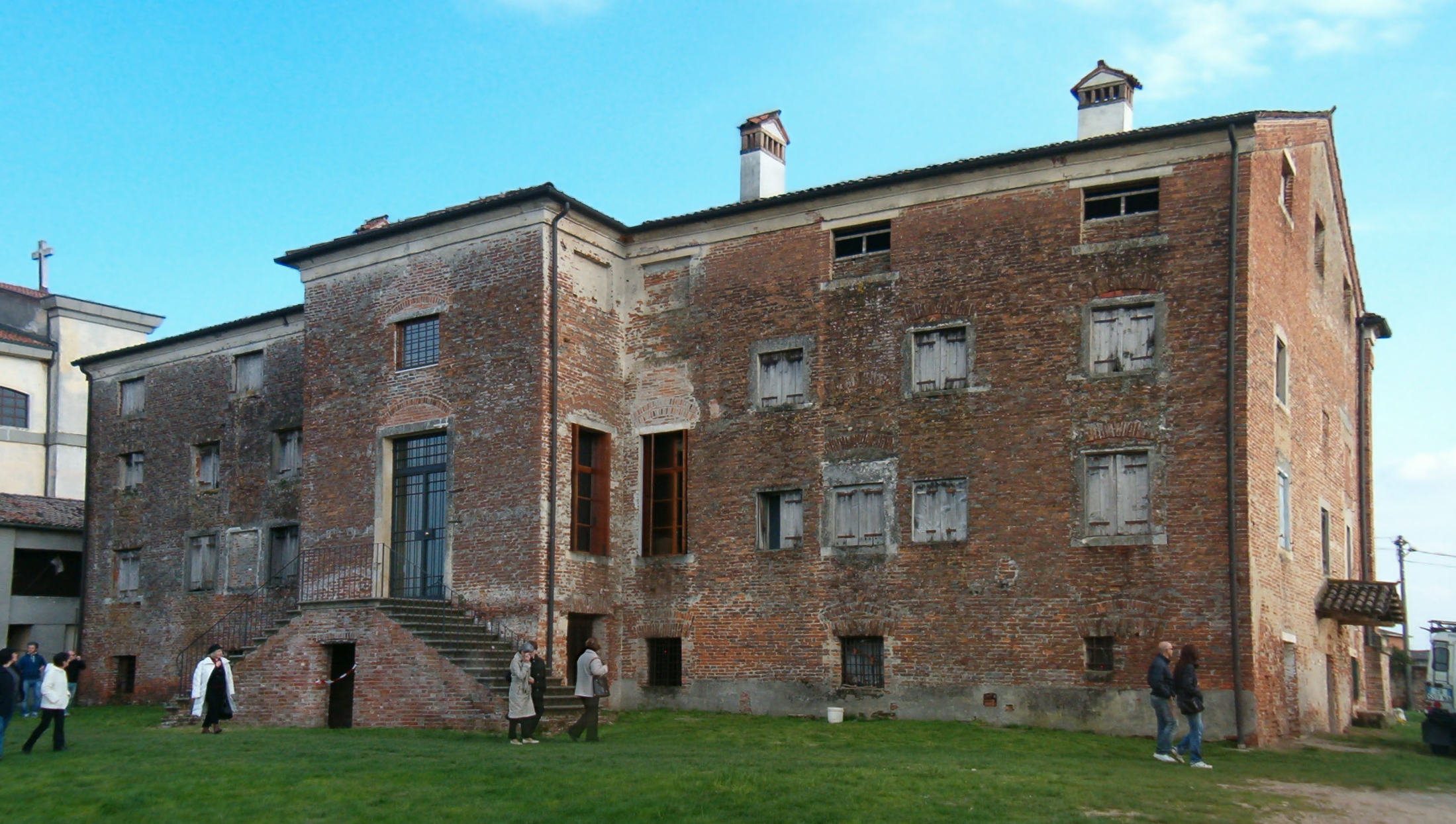
Fachada traseira.

O corpo do edifício assenta numa base, a partir da qual está dividido por meio dum rebordo que corre ao longo de toda a largura da fachada. Por um lado serve para proteger as zonas de trabalho da humidade, mas por outro lado também eleva a villa acima da paisagem circundante. Este uso duma base pode encontrar-se numa série de villas palladianas, mas não foi invenção sua; Giovanni Maria Falconetto colocou a Villa dei Vescovi, em Luvigliano, que foi começada em 1534, sobre uma base.
Juntamante com esta adopção do pensamento arquitectónico contemporâneo, a Villa Gazotti também demonstra aquilo que era, nos territórios venezianos, uma nova maneira de tratar a superfície das paredes. Não são as partes fechadas mas sim a loggia aberta que assume uma posição dominante na fachada da villa. Além disso, a forma como Palladio trata a sua fachada deixa claramente reconhecível que era sua intenção dar à superfície da parede uma estrutura plástica. Oito pilastras, com capitéis compósitos que se projectam suavemente da superfície da parede, dividem a fachada em oito ritmos verticais. Ao mesmo tempo, a parte central, distinguida pela sua arcada com três arcos, fica um pouco descentrada do resto da fachada. As janelas estão firmemente ligadas ao corpo do edifício por meio dum baixo rebordo de janela que corre toda a largura da fachada e que se contrabalança junto com os pedestais das pilastras. Em contraste com a Villa Godi e a Villa Piovene, as janelas já não são simples perfurações da parede, mas, através dos seus perfis plásticos e dos proeminentes frontões triangulares no seu topo, converteram-se em elementos independentes na fachada.
Mesmo que Palladio pretendesse abrir a parede, que habitualmente era vista como um limite, não deve ignorar-se que a fachada da Villa Gazotti Grimani ainda possui muita superfície de parede sem forma por cima das paredes. Não obstante, as múltiplas estratificações da parede por meio da colocação das pilastras, perfis de janelas e frontões triangulares é uma clara indicação de que Palladio pretendia modelar e dar forma ao sólido corpo da villa, derivado dos edificios venezianos com duas torres, através duma estrutura plástica e de amplas aberturas. Os capitéis que rematam as pilastras carregam um múltiplo ornamento e um entablamento variavelmente aterraçado.
Actualmente, a villa necessita de obras de restauro, particularmente no estuque exterior, que descascou até ao ponto de deixar expostos os tijolos que se situam por baixo. A restaurada Villa Saraceno é um exemplo de quão impressionante pode aparecer o estuque restaurado.

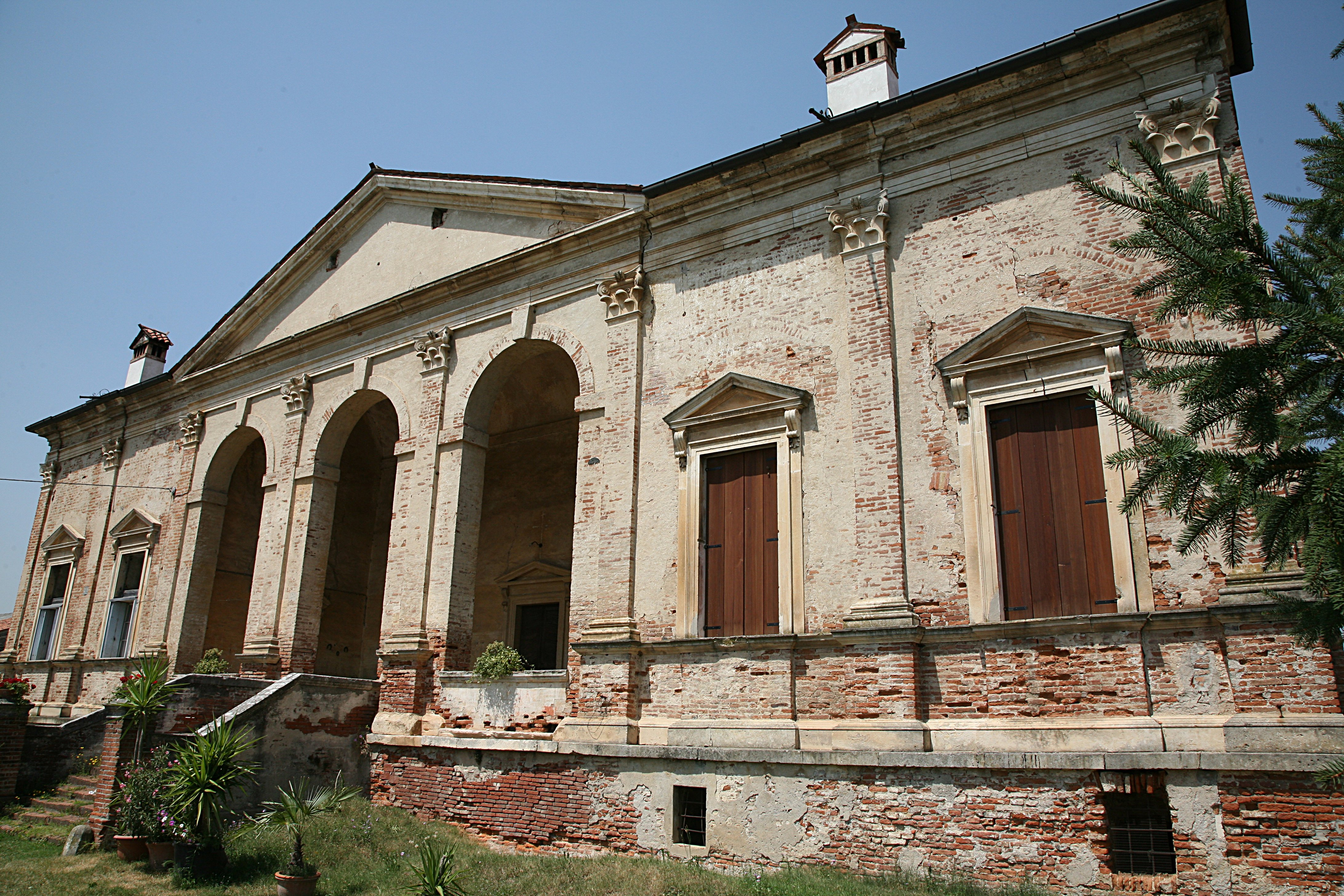
Fachada principal
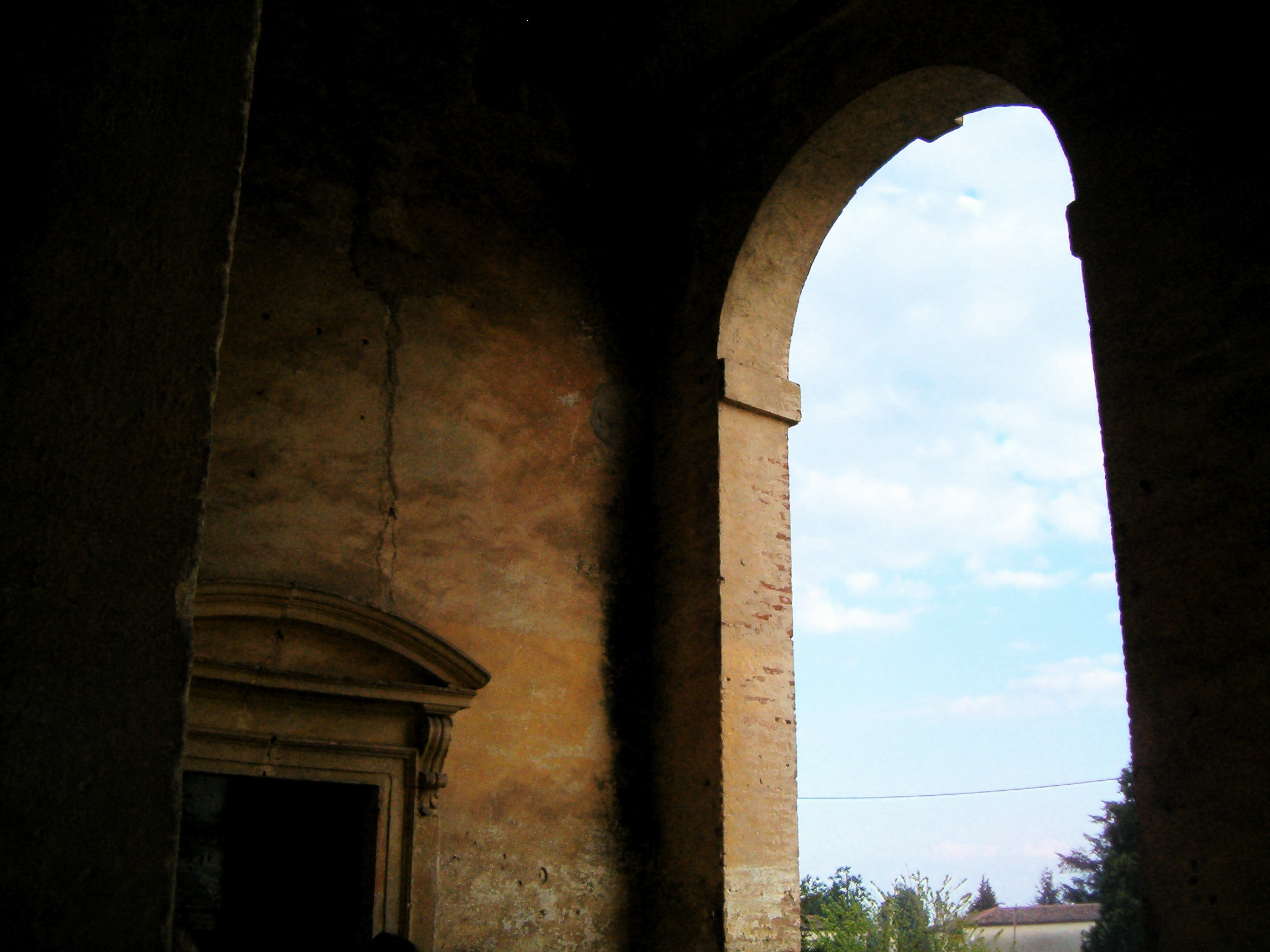
A loggia vista da porta principal
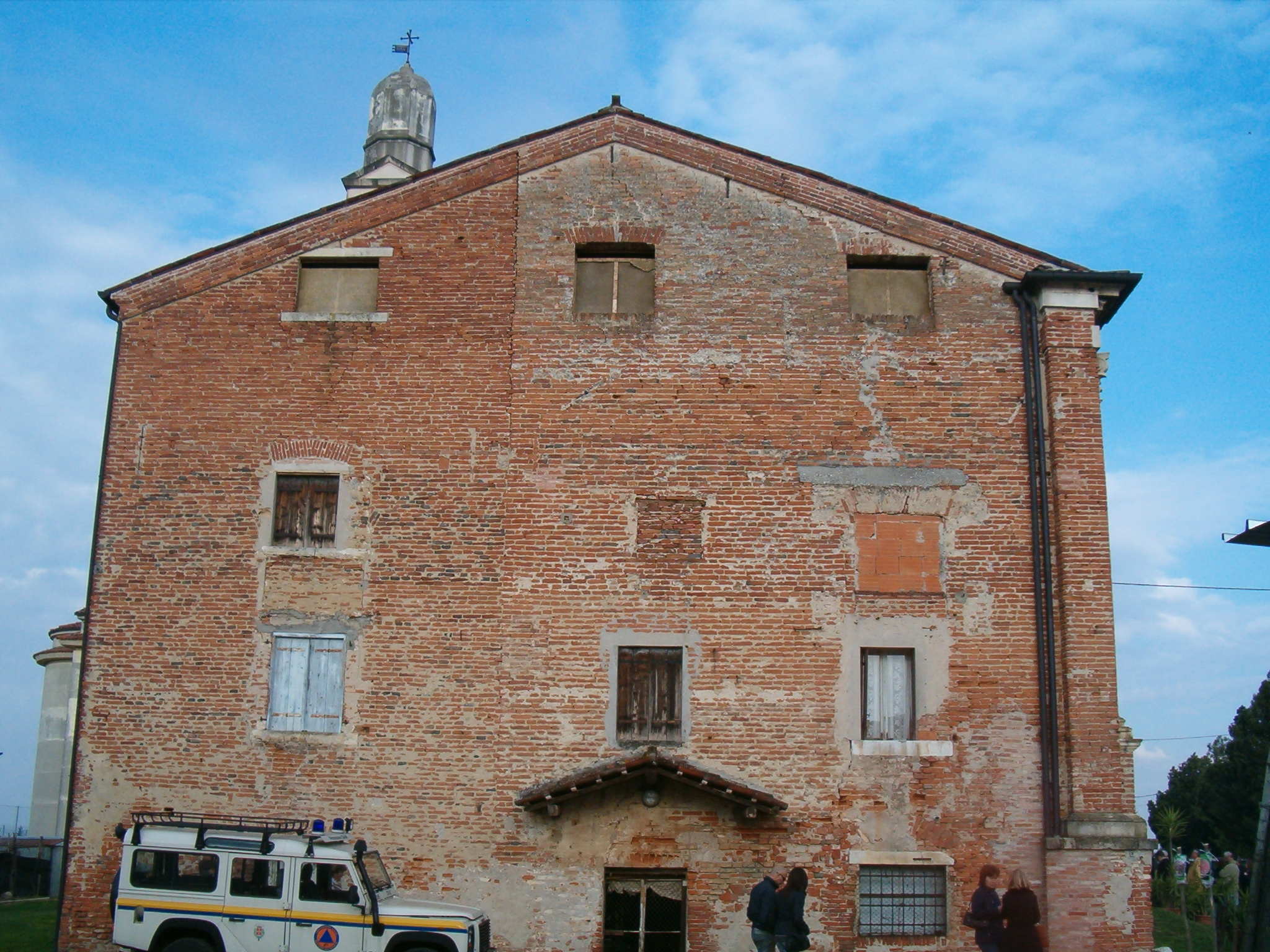
Fachada lateral
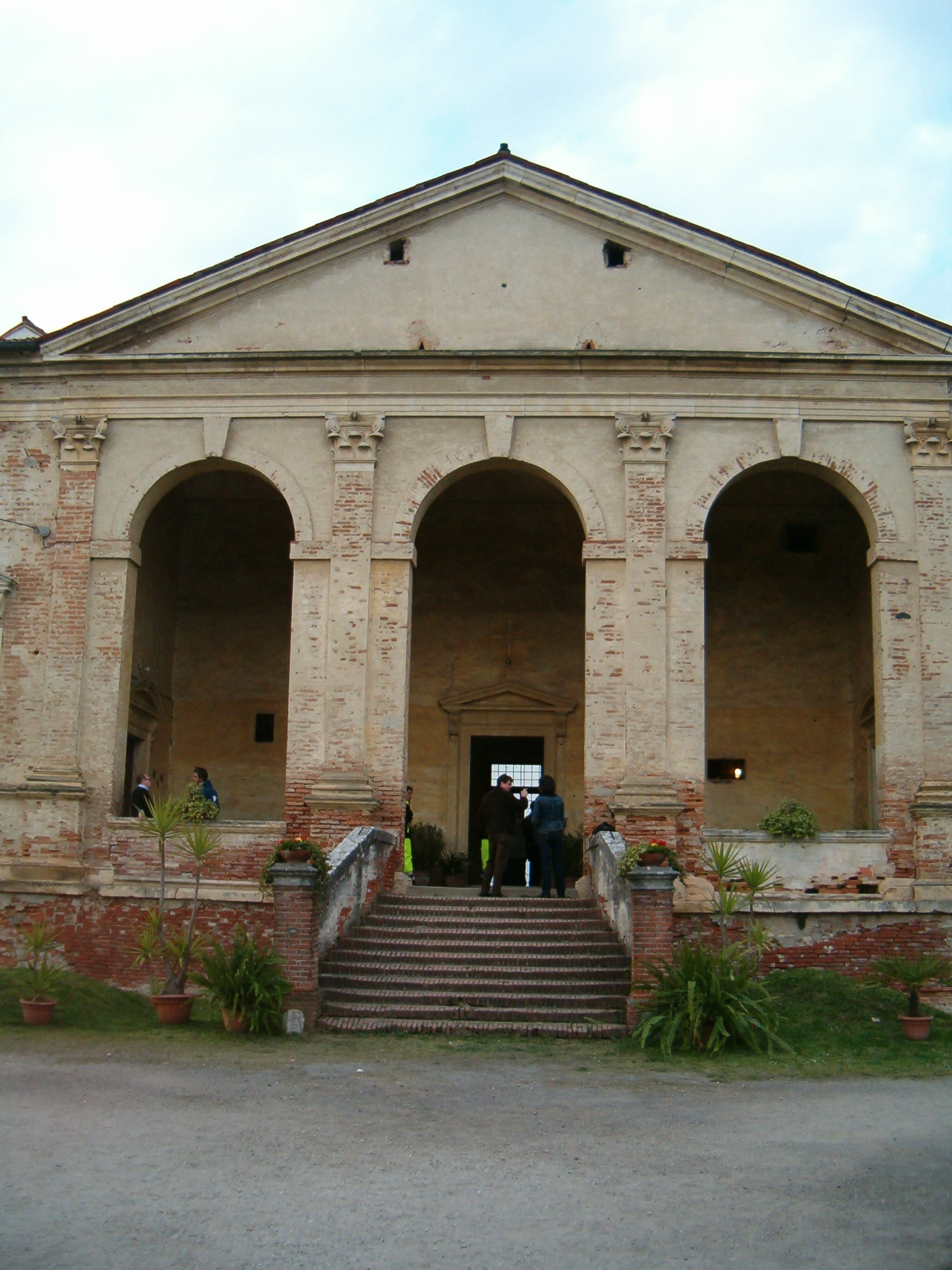
A arcada da fachada principal
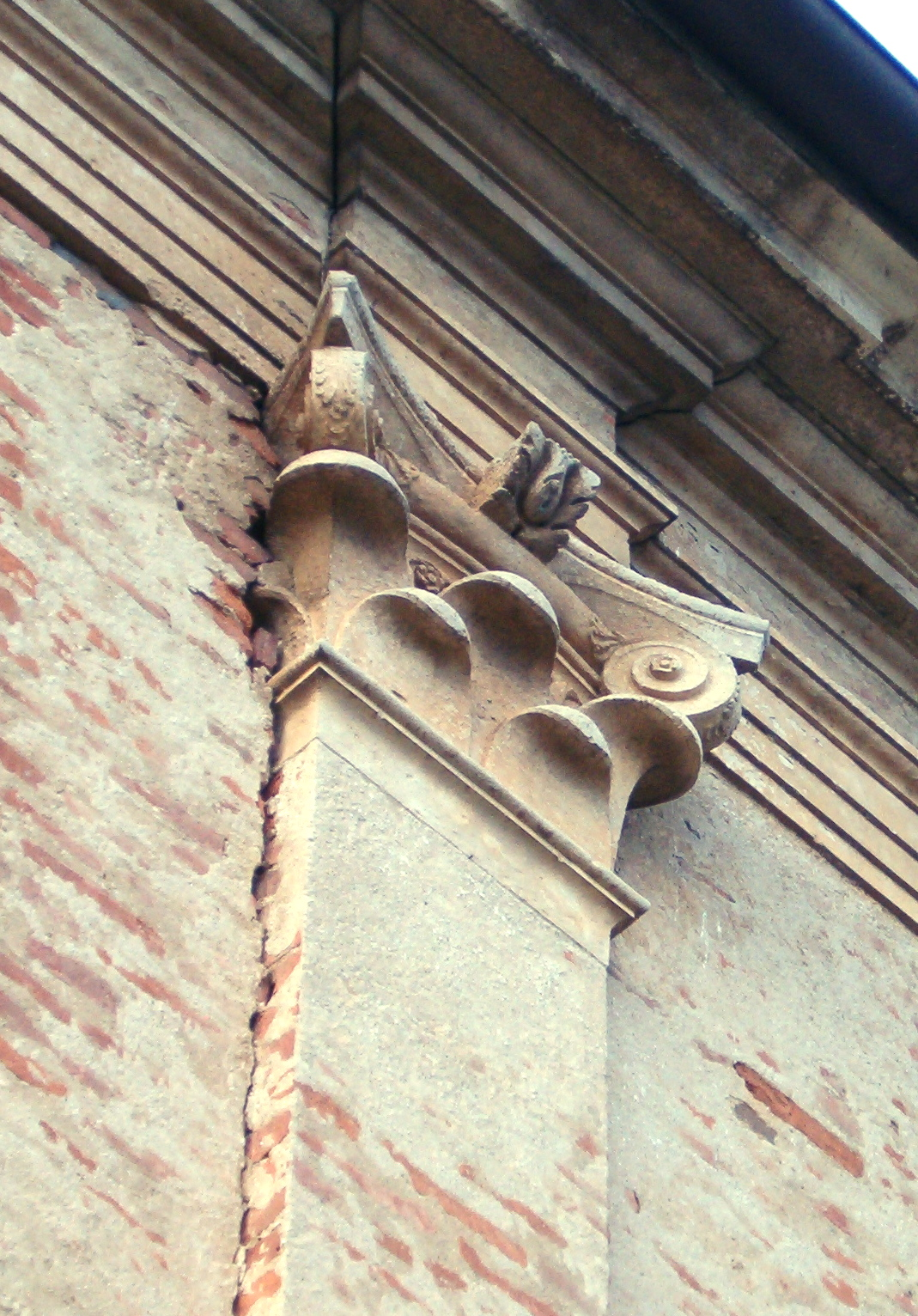
Detalhe duma lesena na fachada com capitel compósito
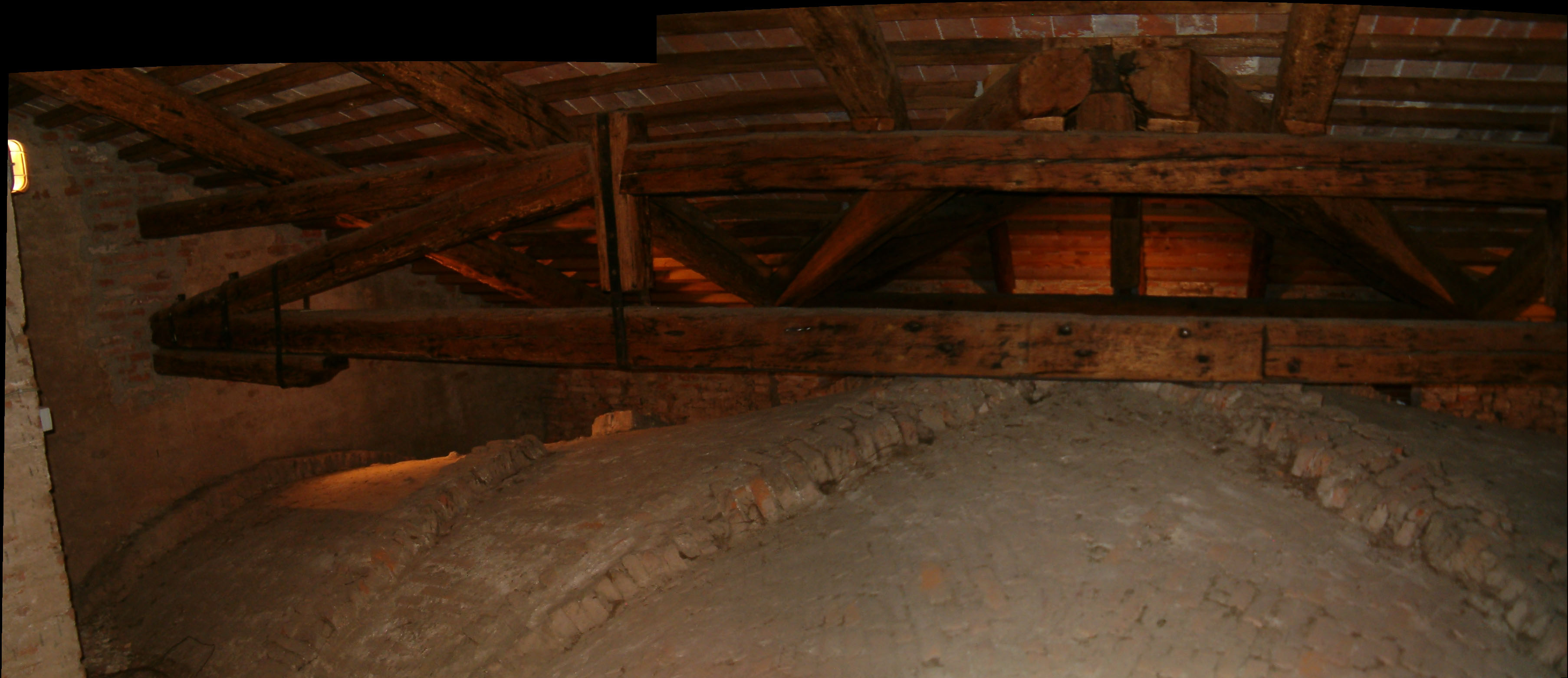
Sótão com travejamento sobre a abóbada do salão